# John Bowers
Pour les articles homonymes, voir Bowers.
John Bowers est un acteur américain né le 25 décembre 1885 à Garrett, Indiana (États-Unis), mort le 17 novembre 1936 à Santa Monica (Californie).

## Filmographie
- 1914 : The Baited Trap de Monte M. Katterjohn : Blondie
- 1914 : Born Again
- 1914 : In the Days of the Thundering Herd de Colin Campbell
- 1915 : The Little Dutch Girl (it) d'Émile Chautard : Lionel
- 1915 : The Woman Pays (it) Edgar Jones : John Langton
- 1916 : Madame X (en) de George F. Marion : Monsieur Floriot
- 1916 : Bout de maman (Hulda from Holland) de John B. O'Brien : Allan Walton
- 1916 : L'Ange gardien (The Eternal Grind) de John B. O'Brien : Owen Wharton
- 1916 : Le Cachet de cire (en) (Destiny's Toy) de John B. O'Brien : Révérend Robert Carter
- 1916 : The Reward of Patience (en) de Robert G. Vignola
- 1917 : Shall We Forgive Her? de Arthur Ashley
- 1917 : The Bondage of Fear de Travers Vale : Dick Mortimer
- 1917 : Darkest Russia (it) de Travers Vale : Alexis Nazimoff
- 1917 : The Candy Girl d'Eugene Moore (en) : Simon Skinner
- 1917 : Maternity de John B. O'Brien : David Gordon

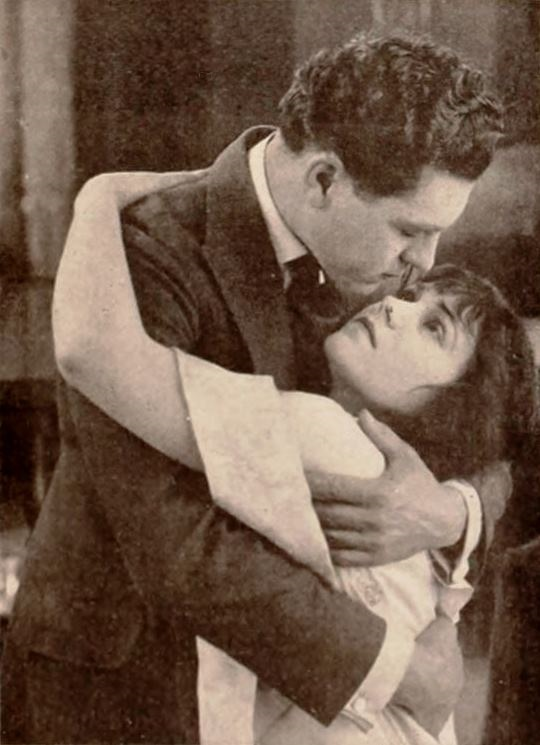
Avec Alice Brady dans The Spurs of Sybil (1918)

- 1917 : The Divorce Game (it) de Travers Vale : Paul, Vicomte de Sallure
- 1917 : A Self-Made Widow de Travers Vale : Fitzhugh Castleton
- 1917 : Betsy Ross de George Cowl et Travers Vale : Joseph Ashburn
- 1917 : Easy Money de Travers Vale : Richard Chanslor
- 1917 : The Tenth Case de George Kelson : Sanford King
- 1917 : The Strong Way de George Kelson : Don Chadwick
- 1918 : The Oldest Law : Billy West
- 1918 : Stolen Hours : Carton, Hugh
- 1918 : The Spurs of Sybil : Dr Ross Alger
- 1918 : The Way Out : Comte Louis de Jouiville
- 1918 : Journey's End : Phil Marsden
- 1918 : The Cabaret : Dick Turner
- 1918 : A Woman of Redemption : Tim Stanton
- 1918 : Joan of the Woods : Norman Dicks
- 1918 : Heredity : Paul Winslow
- 1918 : T'Other Dear Charmer : Tom Wentworth
- 1918 : The Sea Waif : Harry Caton
- 1919 : What Love Forgives : David Know Endicott
- 1919 :  Day Dreams (en) : Dan O'Hara
- 1919 : Tentations (The Loves of Letty) de Frank Lloyd : Richard Perry
- 1919 : Sis Hopkins de Clarence G. Badger : Ridy Scarboro
- 1919 : Daughter of Mine de Clarence G. Badger : George Howard / Byron Mulvaney

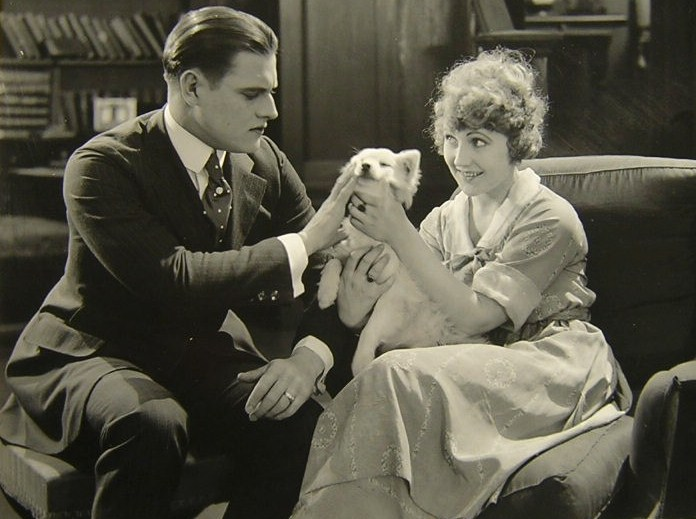
Avec Barbara Castleton dans Out of the Storm (1920)

- 1919 : The Pest de Christy Cabanne : Gene Giles
- 1919 : Un soir d'orage (Through the Wrong Door) de Clarence G. Badger : Burt Radcliffe
- 1919 : Strictly Confidential de Clarence G. Badger : Vernon, Lord Bantock
- 1919 : The Loves of Letty : Richard Perry
- 1920 : L'Appartement n° 13 (The Woman in Room 13) de Frank Lloyd : Paul Ramsey
- 1920 : Out of the Storm (en) de  William Parke : John Ordham
- 1920 : A Cumberland Romance : Clayton
- 1920 : La Galère infernale (Godless Men) de Reginald Barker : Dan Darrin
- 1921 : The Sky Pilot : Le pilote
- 1921 : Roads of Destiny : David Marsh
- 1921 : Un héros malgré lui (An Unwilling Hero) de Clarence G. Badger  : Hunter
- 1921 : L'As de cœur (The Ace of Hearts) : Mr. Forrest
- 1921 : Bits of Life : Patient du dentiste
- 1921 : Hurle à la mort (The Silent Call) de Laurence Trimble : Clark Moran
- 1921 : The Poverty of Riches (en) de Reginald Barker : Tom Donaldson
- 1921 : Le Prince des Ténèbres (Voices of the City) de Wallace Worsley : Graham
- 1922 : The Golden Gift : James Llewelyn
- 1922 : South of Suva : John Webster
- 1922 : The Bonded Woman : John Somers
- 1922 : Affinities : Day Illington
- 1922 : Lorna Doone : John Ridd
- 1922 : Le Bac tragique (Quincy Adams Sawyer) de Clarence G. Badger : Quincy Adams Sawyer
- 1923 : Crinoline and Romance : Davis Jordan
- 1923 : La Victoire mutilée (The Woman of Bronze), (ou La Rivale) de King Vidor : Paddy Miles
- 1923 : What a Wife Learned : Jim Russell
- 1923 : Divorce : Jim Parker
- 1923 : Barefoot Boy (en) de Karl Brown : Dick Alden
- 1923 : Destroying Angel : Hugh Miller Whittaker
- 1923 : Desire : Bob Elkins
- 1923 : Richard the Lion-Hearted : Sir Kenneth, Chevalier du Léopard
- 1924 : When a Man's a Man de Edward F. Cline : Lawrence Knight, « Patches »
- 1924 : Plus de femmes ! (The White Sin) de William A. Seiter : Grant Van Gore
- 1924 : Code of the Wilderness : Rex Randerson
- 1924 : Empty Hearts : Milt Kimberlin
- 1924 : Those Who Dare : Captain Manning
- 1924 : So Big : Pervus DeJong
- 1925 : Flattery (en) de Tom Forman : Reginald Mallory
- 1925 : Les Confessions d'une reine (Confessions of a Queen) : Prince Alexei
- 1925 : Chickie : Barry Dunne
- 1925 : Daughters Who Pay : Dick Foster
- 1925 : Off the Highway (en) de Tom Forman : Donald Brett
- 1925 : The People vs. Nancy Preston (en) de Tom Forman : Mike Horgan
- 1926 : Hearts and Fists : Larry Pond
- 1926 : Rocking Moon : Gary Tynan
- 1926 : The Danger Girl : Wilson Travers
- 1926 : Whispering Smith : McCloud
- 1926 : Laddie : Laddie
- 1926 : Pals in Paradise de George B. Seitz : Bill Harvey
- 1927 : Jewels of Desire : Maclyn Mills
- 1927 : Three Hours : James Finlay
- 1927 : The Heart of the Yukon : Jim Winston
- 1927 : The Dice Woman : Hamlin
- 1927 : For Ladies Only : Cliff Coleman
- 1927 : Ragtime : Ted Mason
- 1927 : The Opening Night : Jimmy Keane
- 1927 : Heroes in Blue
- 1929 : Chante-nous ça ! (Say It with Songs) de Lloyd Bacon : Dr Burnes, surgeon
- 1929 : L'Homme aux deux visages (Skin Deep) de Ray Enright : District Attorney Carlson
- 1931 : Mounted Fury : Jim Leyton